# جواهر روبلي
جواهر روبلي (بالصومالية: Jawaahir Rooble)‏ المعروفة أيضًا باسم JJ، من مواليد 1995، هي حكمة كرة قدم بريطانية من أصول صومالية. وصفتها صحيفة الديلي تلغراف بأنها «الحكم الأكثر شهرة في إنجلترا» وقد ورد أنها قالت عن نفسها «من كان يظن أن فتاة سمراء من مواليد الصومال ومهاجرة ولديها ثمانية أشقاء يمكنها أن تحكم مباراة للرجال في إنجلترا بالحجاب».

## النشأة والمهنة
ولدت جواهر في الصومال، وفي عمر صغير إنتقلت إلى بريطانيا ونشأت في شمال غرب لندن مع والديها وثمانية أشقاء. قالت: «لطالما لعبنا كرة القدم في الحديقة، في المنزل، في الخارج، في كل مكان». جواهر مسلمة، وترتدي الحجاب عند العمل كحكم. وعلى الرغم ان كثير من الصومالين والجنسيات الاقلية في الغرب عانوا كثير من التميز إلا أن جواهر كانت ممن نجحوا كسر هذا الحاجز
وفي عام 2013، حصلت على منحة بقيمة 300 جنيه إسترليني، وتمكنت من إشراكها، كمسؤولة تطوير كرة القدم للسيدات والفتيات في مقاطعة ميدلسكس التابعة لها. في عام 2020 كانت حديث الجرائد كأول مسلمة محجبة حكمة في الدوري الانجليزي
وفي 2023 كانت 30 مسلما في قائمة تكريم الملك تشارلز.

## رؤية
في عام 2014 وبعمر 19 سنة كتبت جواهر
لدي حلم أنه في يوم من الأيام ستلعب أخواتي المسلمات الرياضة بسعادة. هدفي هو إشراك الفتيات المسلمات في الألعاب الرياضية من سن 8 سنوات إلى 15 سنة. هدفي العام هو الترويج كرة القدم كأداة لإشراك الفتيات الصغيرات ومن ثم إجراء ورشة عمل تساعد في تطوير مهارات بناء الفريق وتعزيز الثقة أيضًا تعزيز أسلوب حياة الصحية
وتريد جواهر أيضًا أن تكون تجربتها ملهمة لفتيات مسلمات أخريات يردن احتراف تحكيم كرة القدم أو الرياضة عمومًا.

## وصلات خارجية
- حساب جواهر روبلي في الانستغرام